# Jan Hempel
Jan Hempel (* 21. August 1971 in Dresden) ist ein ehemaliger deutscher Wasserspringer. Er errang zwischen 1986 und 2003 insgesamt 14 Medaillen bei Olympischen Sommerspielen sowie Welt- und Europameisterschaften, darunter vier Europameistertitel, sowie 50 nationale Titel.

## Sportliche Erfolge
Jan Hempel nahm ab 1988 an vier Olympischen Sommerspielen, drei Weltmeisterschaften und acht Europameisterschaften teil. Er errang bei den Olympischen Sommerspielen 1996 in Atlanta eine Silbermedaille im Turmspringen und bei den Olympischen Sommerspielen 2000 in Sydney zusammen mit Heiko Meyer eine Bronzemedaille im Synchronspringen vom Turm. Bei den Weltmeisterschaften 1998 belegte er zusammen mit Michael Kühne den zweiten Platz im Synchronspringen vom Turm und den dritten Platz im Turmspringen. Für den Gewinn der Silbermedaille bei den Olympischen Sommerspielen 1996 wurde er – zusammen mit den anderen deutschen Medaillengewinnern – vom Bundespräsidenten mit dem Silbernen Lorbeerblatt ausgezeichnet, Im Jahr 1993 wurde er Europameister vom 3-Meter-Brett. Bereits vier Jahre zuvor hatte er bei den Europameisterschaften 1989, zur damaligen Zeit noch für die Deutsche Demokratische Republik (DDR) startend, in der gleichen Disziplin eine Bronzemedaille gewonnen, bei den Europameisterschaften 1995 belegte er den zweiten Platz. Im Turmspringen wurde er 1997 Europameister sowie 1987, 1989 und 1995 Vizeeuropameister, 1993 erreichte er in dieser Disziplin den dritten Rang. Darüber hinaus wurde er 1997 zusammen mit Michael Kühne und 1999 zusammen mit Heiko Meyer Europameister im Synchronspringen vom Turm. Er errang außerdem fünf Titel bei Junioren-Europameisterschaften.
Jan Hempel errang im Freien und in der Halle in verschiedenen Disziplinen insgesamt 48 nationale Titel bei Deutschen Meisterschaften und wurde darüber hinaus zweimal DDR-Meister. Seine Heimatvereine waren der SC Einheit Dresden und später der Dresdner SC. Im Jahr 2003 beendete er seine aktive sportliche Laufbahn.

## Privates
Hempel absolvierte von 1990 bis 1993 an der Dresdener Außenstelle der Deutschen Hochschule für Körperkultur Leipzig ein Studium mit dem Abschluss als Diplom-Sportlehrer. Bis 2005 war er Angehöriger der Sportfördergruppe der Bundeswehr.
Hempel lebt bei Meißen, ist verheiratet und Vater von drei Töchtern.

## Sonstiges
Hempel hält den Rekord für den weitesten Sprung aus dem Stand rückwärts, er beträgt 2,01 m. Diesen stellte er 2002 für Guinness World Records – Die Show der Rekorde auf.

## Sexualisierte Gewalt
2022 äußerte sich Jan Hempel in der ARD-Dokumentation Missbraucht – Sexualisierte Gewalt im deutschen Schwimmsport erstmals über die Praxis sexualisierter Gewalt im Schwimmsport. Er machte öffentlich, dass er von 1982 bis 1996 durch seinen Trainer Werner Langer sexualisierter Gewalt ausgesetzt gewesen sei und eine Kultur des Wegschauens und Schweigens im Deutschen Schwimmverband erlebt habe. Schon 1997 hatte er den Verband über den Missbrauch informiert. Wenige Wochen vor dem Interview zur Dokumentation war bei Hempel die Alzheimer-Krankheit diagnostiziert worden, was er als Anlass nahm, die Vorwürfe öffentlich zu machen („Jetzt kann ich mich noch erinnern, aber ich weiß nicht, wie lange das noch der Fall ist“). Jan Hempel warf Wassersprung-Bundestrainer Lutz Buschkow vor, von den Übergriffen gewusst zu haben, ohne tätig zu werden. Der DSV suspendierte Buschkow am 19. August 2022 mit sofortiger Wirkung vom Posten des Bundestrainers im Wasserspringen zur Prüfung der Vorwürfe.
Am 19. März 2023 wurde bekannt, dass Hempel den DSV auf Schmerzensgeld in Millionenhöhe verklagt.
Für seinen Mut, seine Geschichte öffentlich zu machen, erhielt Hempel im Juni 2023 den Deutschen Kinderschutzpreis der Deutschen Kinderschutzstiftung Hänsel+Gretel.